# Elmar Ledergerber
Elmar Ledergerber (Engelberg, 4 aprile 1944) è un politico svizzero.

## Biografia
Iscritto al Partito Socialista Svizzero, è stato deputato al Gran Consiglio del Canton Zurigo dal 1979 al 1987. In seguito, dal 30 novembre 1987 al 15 aprile 1998, ha fatto parte del Consiglio Nazionale. Dal 2002 al 1º maggio 2009 è stato sindaco di Zurigo.